# Trasó Indogrec
Trasó (Thraso, grec ΘΡΑΣΟΝΟΣ) fou un rei indogrec al Panjab central i occidental. És el menys conegut, ja que no fou descobert fins al 1982 quan R.C. Senior va descobrir una moneda seva a l'excavació de Surana. Aquesta moneda és de tipus similar a les de Menandre I, amb la mateix Atenea al revers, i comparteix una de les marques de fàbrica de Menandre; a la moneda apareix amb el títol "Basileus Megas" ("Gran Rei"), un títol que anteriorment només havia portat Eucratides I el Gran i cap altre rei s'havia atrevit a utilitzar; aquest títol lliga malament amb un rei jove i probablement poc important (el fet que només existeixi una moneda ho demostra) com fou Trasó.
Osmund Bopearachchi el data provisionalment vers 95-80 aC, però Senior considera que Trasó fou el fill i hereu de Menandre I (rei vers 150-135 aC) en lloc d'Estrató I com es pensava generalment, i es basa en el fet que l'única moneda coneguda no havia estat utilitzada i fou trobada junt amb altres monedes anteriors. Segons la teoria de Senior, Trasó fou elevat al tron en els disturbis que van seguir la mort de Menandre, per un general que devia pensar que el títol exageradament ostentós reforçaria al seu patrocinat.